# Joseph Rosa Merszei
Joseph Rosa „Jo” Merszei (ur. 6 kwietnia 1974 roku w Hongkongu) – kierowca wyścigowy z Makau.

## Kariera
Merszei rozpoczął międzynarodową karierę w wyścigach samochodowych w 1999 roku od startów w Grand Prix Makau, którego to wyścigu jednak nie ukończył. W późniejszych latach pojawiał się także w stawce Azjatyckiej Formuły 3, Azjatyckiej Formuły Renault, World Touring Car Championship, AFR Championship, Racecar Euro-Series - Open, NASCAR Whelen Euro Series. Od 2009 roku startuje w azjatyckich wyścigach World Touring Car Championship.